# Franc Obljubek (politik)
Franc Obljubek, slovenski politik, * 28. julij 1863, Breg pri Krasnem, Avstro-Ogrska, † 22. maj 1944 Breg, Kraljevina Italija. 

## Življenje in delo
Rodil se je v družini malih kmetov Franca in kmetice Jožefe Obljubek rojene Marinič v zaselku Breg pri naselju Krasno v Brdih in bil 22. maja 1944 kot nemški talec ustreljen na domu. Obljubek ni imel šol. Brati in pisati ga je naučil duhovnik.
Od očeta je prevzel posestvo, kasneje pa je bil za časa avstro-ogrske in Kraljevine Italije župan v Kojskem. Januarja 1907 je bil izvoljen v Izvršni odbor Narodno napredne stranke, na listi liberalne stranke pa 1908 v kurijo veleposestva goriškega deželnega zbora. Za poslanca v Deželni zbor Goriško-Gradiščanske je leta 1909 in 1913 še dvakrat neuspešno kandidiral. Med 1. svetovno vojno je bil begunec najprej v Palermu, nato pa v kraju Voghera v Lombardiji. Po vrnitvi domov je bil še več let župan. Pogosto je vzel iz sirotišnice po dva otroka, ki so potem živeli in delali v družini in k temu spodbujal tudi druge družine.